# جیمتاون، شهرستان هریسون، ویرجینیای غربی
جیمتاون (به انگلیسی: Jimtown) یک منطقهٔ مسکونی در ایالات متحده آمریکا است که در شهرستان هریسون، ویرجینیای غربی واقع شده‌است.